# Doprava v Paříži

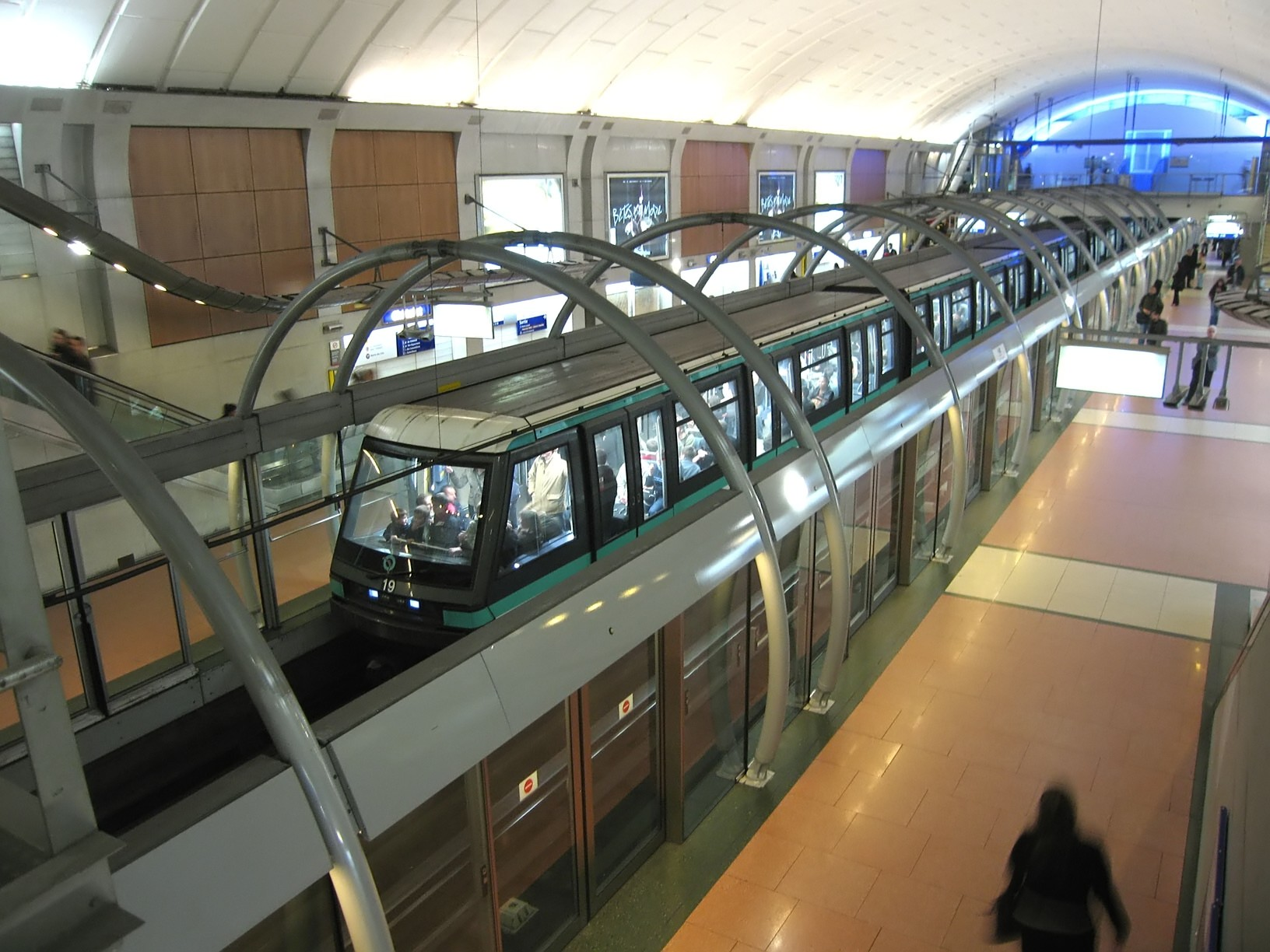
Automatizované metro na lince 14 (stanice Châtelet)

Doprava v Paříži představuje mnoho odlišných způsobů veřejné dopravy v Paříži a přilehlé aglomeraci, kterou zajišťují různé dopravní společnosti. Páteřní dopravní sítí je zdejší metro, které je doplněno městskými autobusy. Spojení s předměstími poskytují linky RER a Transilien, které vytvářejí hustou železniční síť. Od 90. let je postupně obnovována i tramvajová doprava. K raritám patří lanovka a jedna linka říční dopravy.

## Historie
První veřejnou dopravu v Paříži představovaly v roce 1828 omnibusy, vozy tažené koňmi. První tramvaje tažené koňmi se objevily v roce 1871, parní tramvaje se objevily v roce 1880 a v roce 1888 byly nahrazeny elektrickými tramvajemi.

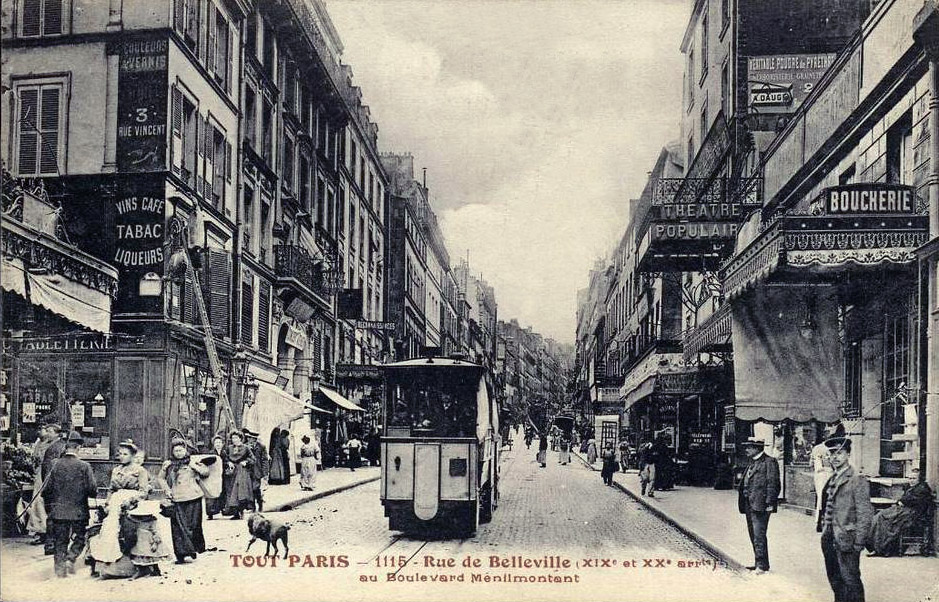
Tramvajová lanovka ve čtvrti Belleville

První železnice byla otevřena v roce 1837 mezi Paříží (nádraží Saint-Lazare) a Le Pecq. V následujících letech bylo v Paříži vystavěno mnoho železničních stanic, všechny jako konečné. V roce 1875 byla otevřena železniční trať Petite Ceinture.
Výstavba dnešního metra byla zahájena v roce 1896. První úsek byl zprovozněn mezi stanicemi Porte de Vincennes a Porte Maillot v červenci 1900 u příležitosti světové výstavy.
Letecké spojení v Paříži existuje od roku 1919, kdy bylo zprovozněno letiště Le Bourget. V roce 1932 bylo otevřeno Letiště Orly.
Od 30. let 20. století byly postupně tramvaje nahrazovány autobusy. Poslední tramvaj v Paříži vyjela v roce 1937.
V 60. letech se rozšiřovala pařížská aglomerace. Pro lepší spojení centra s předměstími byl proto vytvořen systém příměstských linek RER. Ten je od roku 1999 doplněn sítí Transilien. V roce 1974 bylo otevřeno třetí a největší pařížské Letiště Charlese de Gaulla.
V roce 2006 byla v Paříži obnovena tramvajová doprava a v roce 2008 říční doprava na Seině (linka Voguéo).

## Statistika
| Statistika veřejné dopravy v pařížské aglomeraci (2004) |              |                   |       |          |        |                                 |
| Typ dopravy                                             | Provozovatel | Pasažérů (tisíce) | Linek | Km tratí | Stanic | Území                           |
| Metro                                                   | RATP         | 1 350             | 16    | 212      | 381    | Paříž a nejbližší předměstí     |
| RER                                                     | RATP         | 440               | 2*    | 115      | 65     | Paříž a předměstí               |
| RER                                                     | SNCF         | 614               | 5*    | 1 296    | 443    | Paříž a předměstí               |
| Transilien                                              | SNCF         | 614               | 15    | 1 296    | 443    | Paříž a předměstí               |
| Tramvaje                                                | RATP         | 58                | 3     | 24       | 38     | Paříž a předměstí               |
| Autobusy                                                | RATP         | 940               | 316   | 2 816    | 1 274  | Paříž (350 miliónů) a předměstí |
| Autobusy                                                | Optile       | 250               | 1 078 | 20 133   | 24 500 | Pařížská aglomerace             |
| * Provoz linek A a B je rozdělen mezi SNCF a RATP       |              |                   |       |          |        |                                 |

## Dopravní společnosti
Hlavními provozovateli veřejné dopravy jsou společnosti RATP (metro, autobusy, jižní větve linek RER A a B) a SNCF (Transilien, severní větve linek RER A a B a linky C, D a E). Sdružení Optile zahrnuje téměř sto soukromých společností, které provozují pravidelné autobusové linky na předměstí. Všichni dopravci jsou zastřešeni asociací STIF, která koordinuje veškerou hromadnou dopravu na území regionu Île-de-France a rovněž poskytuje finanční prostředky pro zajištění dopravy. Samostatně působí společnost Aéroports de Paris, která provozuje všechna pařížská letiště.

## Městská hromadná doprava

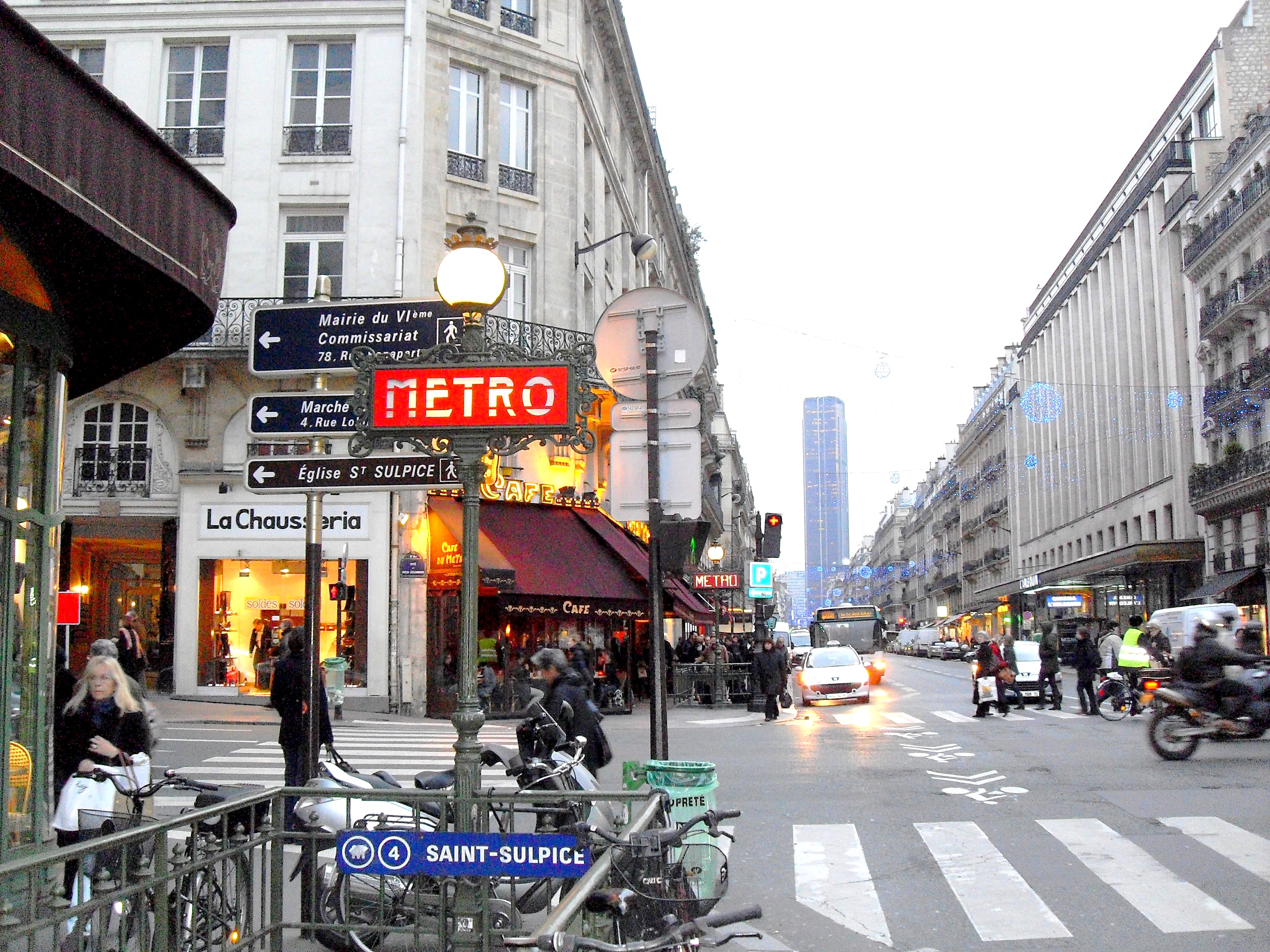
Vstup do stanice Saint-Sulpice

### Metro
Pařížské metro je plně v režii dopravního podniku RATP a představuje hlavní dopravní síť v Paříži, která místy zasahuje i do sousedních předměstí. Většina stanic se nachází v podzemí (kromě větší části linek 2 a 6 a některých okrajových úseků jiných linek). Je charakteristické svými poměrně úzkými podzemními chodbami (2,40 m) a hustou sítí stanic (vzdálenost mezi stanicemi je v průměru 548 m).
Od svého uvedení do provozu v červenci 1900 se metro velmi rozšířilo. V roce 2008 obsahovalo šestnáct linek, z nichž dvě linky (7 a 13) byly rozvětvené, a 301 stanici, z nichž 242 leží v Paříži a 59 na předměstí. Nejnovější linka 14 byla uvedena do provozu v roce 1998 jako plně automatizována. Do roku 2012 by se síť metra měla rozšířit na pěti místech, což znamená její prodloužení asi o 15 km.

### Tramvaje

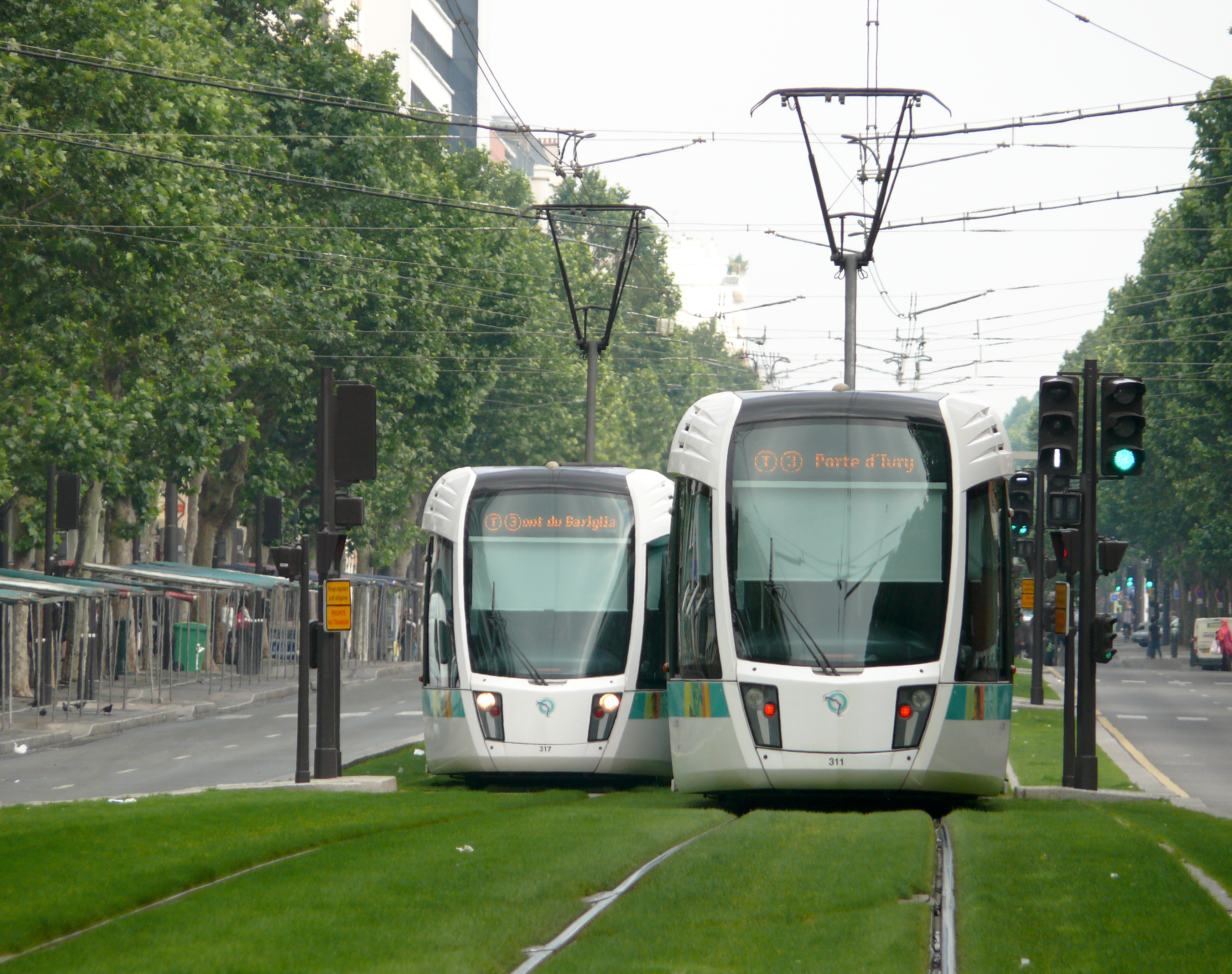
Tramvaje na lince T3

Pařížská aglomerace měla kdysi tramvajovou síť o délce 960 km. Ve 30. letech byla tramvajová doprava považována za zastaralou a proto byla postupně nahrazována autobusy. V Paříži zmizely tramvaje již v roce 1937, v regionu poslední tramvaje během 50. let. Od roku 1992 jsou tramvaje opět postupně zaváděny a to především na předměstích (T1, T2 a T4). V roce 2006 byla uvedena do provozu linka T3, která vede na území Paříže po jejím jižním okraji. V roce 2009 bylo zahájeno její prodloužení, stejně tak jsou v různých fázích příprav či výstavby i další linky na předměstích.

### Autobusy
Autobusová síť (asi 1400 linek) je rozšířena především na předměstí, v samotné Paříži již méně. RATP provozuje linky v Paříži a v přilehlých předměstích, což je jen necelá čtvrtina z celkového množství. Zbývající linky v pařížské aglomeraci jsou provozovány nezávislými soukromými subjekty, seskupenými v asociaci Optile.

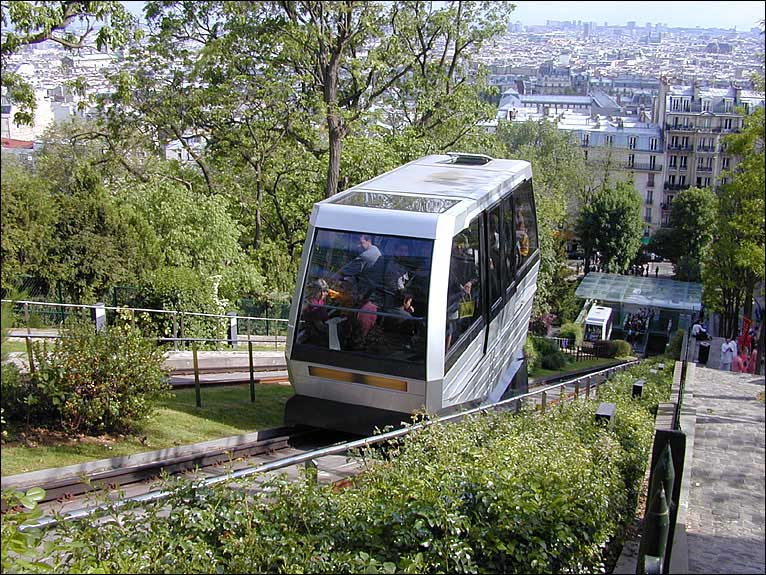
Lanovka na Montmartre

### Další typy dopravy
Veřejná doprava disponuje ještě dalšími možnostmi:
- Lanovka na Montmartre umožňuje vystoupat na vrchol Montmartru. Provozuje ji RATP a platí na ní stejné jízdné jako v ostatní dopravě.
- Orlyval je lehké metro spojující stanici Antony na lince RER B a Letiště Orly. Provozovatelem je RATP, na lince platí zvláštní sazba.
- CDGVAL je systém vnitřní kyvadlové dopravy na Letišti Charlese de Gaulla. V rámci letiště je přeprava zdarma.
- Voguéo je říční linka na Seině, která byla uvedena do provozu 28. června 2008
- CDG Express je plánované železniční spojení mezi nádražím Gare de l'Est a letištěm Charles de Gaulle.

## Automobilová doprava
Silniční síť čítá v regionu Île-de-France přibližně 800 km dálnic. Dálnice spojují Paříž s jihem Francie (Dijon, Lyon, Marseille), severem (Lille), Normandií (Rouen, Caen, Le Havre), východem (Remeš, Mety, Štrasburk), Akvitánií (Orléans, Bordeaux) a pobřežím Atlantiku (Le Mans, Nantes). Všechny se napojují na městský okruh boulevard périphérique.

Boulevard périphérique (silniční značení)

Automobilový provoz a parkování v Paříži jsou velmi problematické, jako ve většině světových metropolí. Elektronické senzory měřící provoz jsou umístěné téměř na všech hlavních pařížských silničních tazích a na dálnicích. Vyhodnocené údaje slouží ke stanovení hustoty dopravy, oznámení dopravní zácpy a odhadu doby jízdy mezi jednotlivými stanovišti. Informace jsou přístupné na webových stránkách (přes počítač i mobilní telefon) a na světelných silničních ukazatelích.
Parkovacích míst bylo v Paříži evidováno v roce 2007 asi 755 000. Z nich bylo 165 000 míst na veřejných komunikacích, zejména podél ulic (22%), 80 000 míst v placených garážích (10%), 70 000 míst na koncesovaných parkovištích (9%) a 440 000 míst v soukromých garážích a na dvorech domů (59%). Placeným parkováním na ulicích město podporuje alternativní druhy přepravy (jízda na kole), navíc dochází ke snižování počtu povolených míst a instalaci platebních automatů i v ulicích, kde ještě nebyly. Tarify jsou rozděleny do tří zón od 3 € za hodinu v centru až po 1 € v okrajových čtvrtích. Od roku 2002 není možné platit parkování mincemi, ale předplacenou kartou. Parkovné se platí od pondělí do soboty od 9h do 19h. Pro obyvatele města jsou k dispozici rezidenční parkovací povolení k parkování na ulici za zvýhodněnou sazbu. Podle pravidel silničního provozu však auto nesmí na jednom místě stát více než sedm po sobě následujících dní.

## Taxi

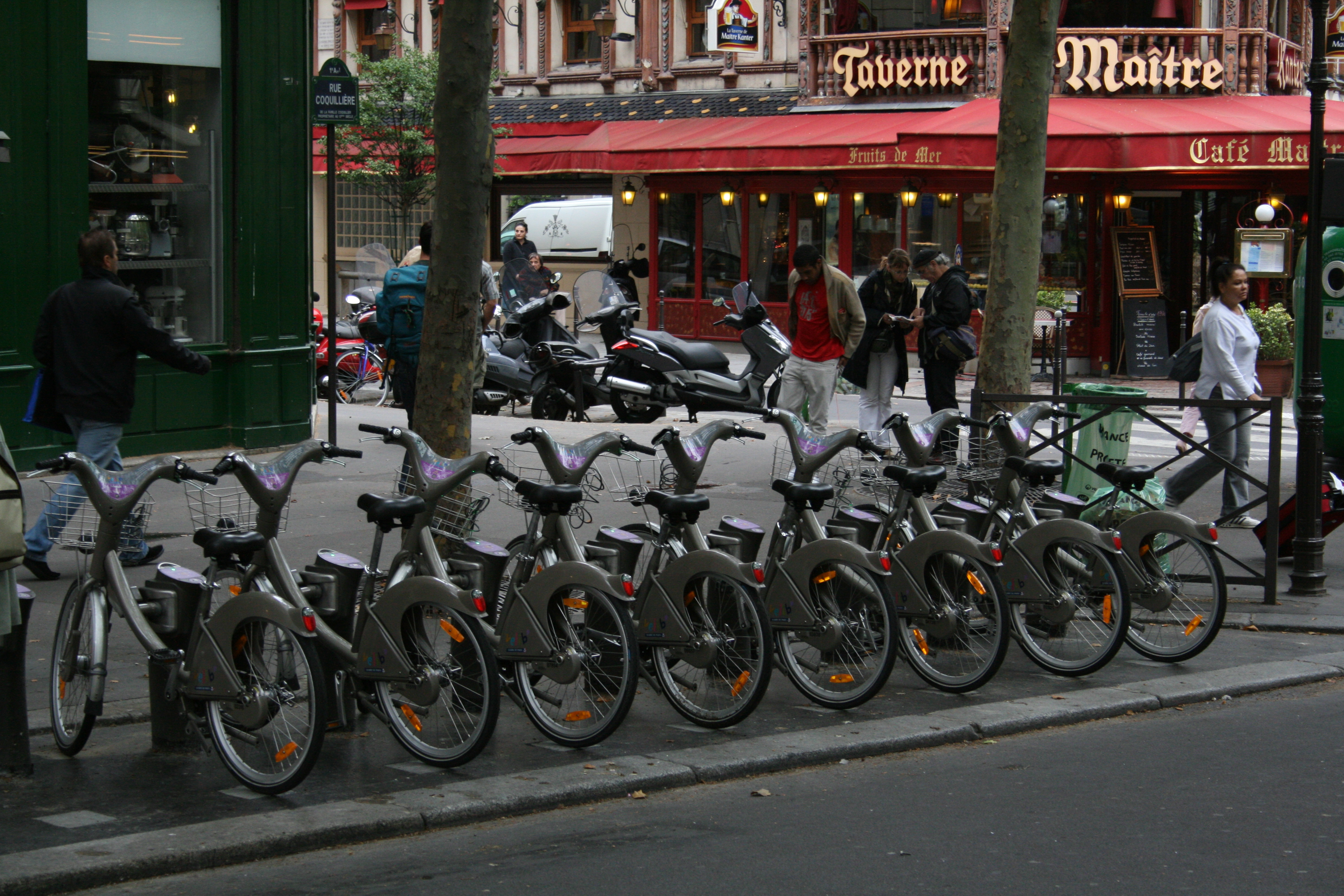
Stanoviště jízdních kol v ulici Rue Coquillière

Na počátku roku 2007 bylo v Paříži 15 500 vozů taxislužby. Stanoviště taxi jsou rozdělena do tří kategorií: 28 velkých stanic je umístěno v blízkosti hlavních turistických atrakcí nebo velkých náměstí, kde stojí taxíky 24 hodin denně, 90 stanic je umístěno v blízkosti hlavních dopravních tras a 316 se nachází v blízkosti veřejných budov (nemocnice, hotely, divadla apod.). Taxi je volné, pokud je rozsvícené bílé světlo na střeše vozidla. V roce 2010 obsazený taxík - červená barva, volný - zelená barva. Pařížské taxíky vykonají denně v průměru 200 000 jízd.

## Cyklistika
Paříž má od konce 90. let síť cyklostezek, která se nestále rozšiřuje. Koncem roku 2006 jich bylo 371 km včetně pruhů pro autobusy. Po městech Rennes a Lyon také Paříž zahájila 15. červenec 2007 systém veřejné půjčovny jízdních kol, tzv. Vélib', který spravuje firma JCDecaux. Tento systém má za cíl nahradit používání automobilů ve městě na krátké trasy.

## Železniční doprava
V Paříži je šest velkých železničních stanic: Gare du Nord, Gare Saint-Lazare, Gare de l'Est, Gare Montparnasse, Gare de Lyon a Gare d'Austerlitz, které slouží pro hlavní tratě i příměstskou železnici. Železniční doprava (asi 50 milionů cestujících v roce 2004) výrazně vzrostla s otevřením TGV v roce 1981, které zajíždí na nádraží Gare de Lyon, Gare Montparnasse, Gare du Nord a od roku 2007 i na Gare de l'Est. Gare Saint-Lazare je nádraží s největším počtem vypravených vlaků, zatímco Gare du Nord je první co do počtu přepravených pasažérů.

### RER
RER je příměstská železnice, která spojuje Paříž a její předměstí až do vzdálenosti 50 km od hlavního města. Vznikla koncem 60. let, kdy byly propojeny stávající příměstské železniční linky do jednotného systému. V Paříži je RER využíván jako expresní síť s přestupy na metro a jako spojení s předměstími. V roce 2010 měl RER pět linek (nejnovější RER E byla otevřena v roce 1999), 257 stanic, z nichž 33 leží v Paříži, a 587 km tratí.

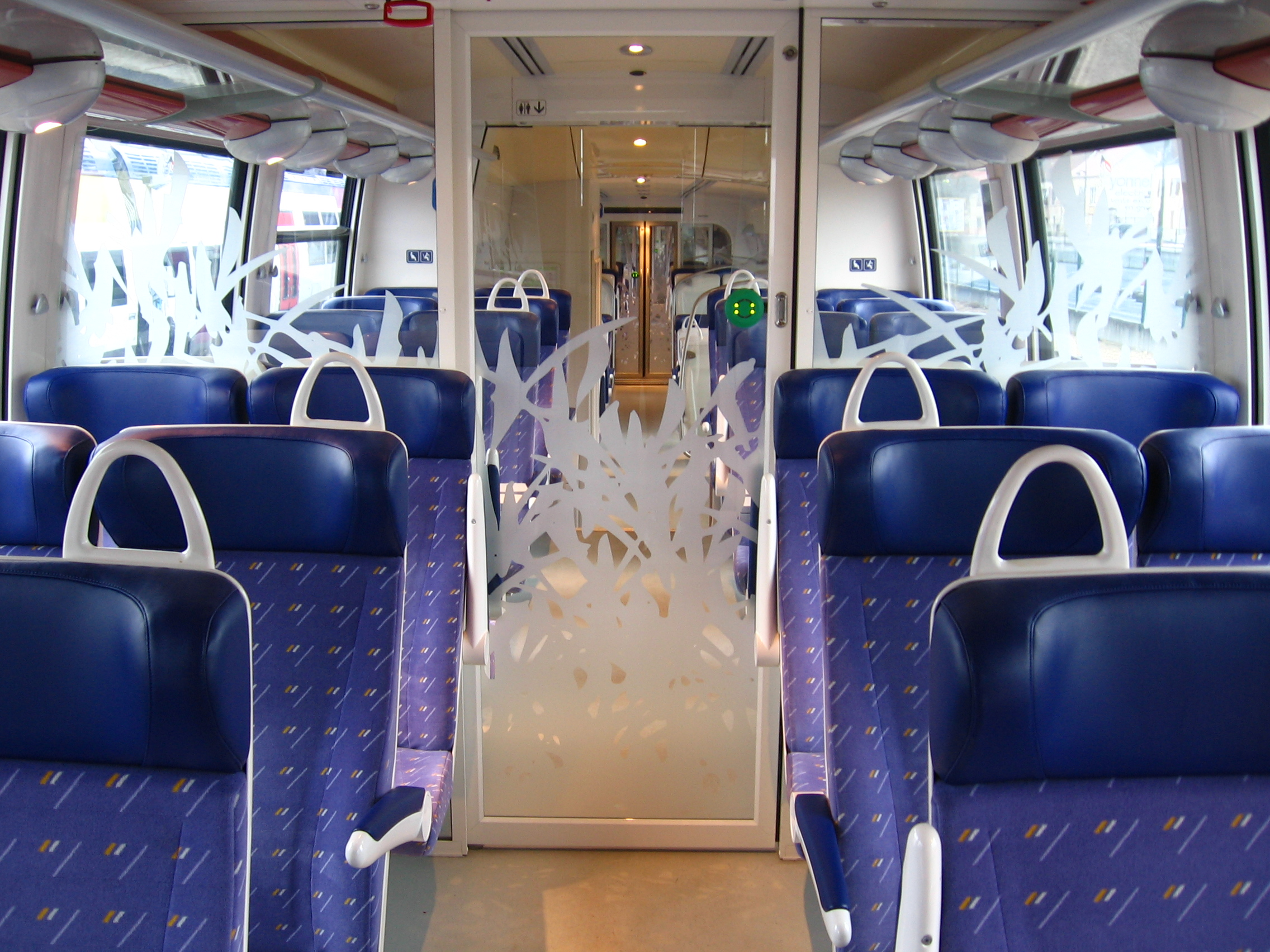
Interiér vozu linky Transilien

### Transilien
Transilien je název sítě příměstské železnice, kterou provozuje SNCF v regionu Île-de-France. Na rozdíl od většiny linek RER linky Transilien neprotínají Paříž, ale mají konečnou vždy na jedné z hlavních železničních stanic (Gare du Nord, Gare Saint-Lazare, Gare de l'Est, Gare de Montparnasse a Gare de Lyon) a doplňují dopravu na předměstí poskytovanou RER. Umožňují spojení se vzdálenějšími částmi regionu Île-de-France. V roce 2010 měl Transilien 15 linek, z nichž sedm končilo v hlavních železničních stanicích v Paříži, některé linky mají konečnou i mimo region. Poslední linka sítě Transilien z roku 1995 spojuje dvě významná ekonomická centra v západní části pařížské aglomerace La Verrière a La Défense.

## Letecká doprava
Paříž disponuje třemi letišti, která se nacházejí mimo území města a jedním heliportem, který leží na jeho hranicích. Jejich provozovatelem je společnost Aéroports de Paris. Nejstarší letiště Le Bourget bylo otevřeno v roce 1919. Od roku 1932 je v provozu Letiště Orly a největší pařížské Letiště Charlese de Gaulla bylo otevřeno v roce 1974. Heliport Paříž - Issy-les-Moulineaux funguje od roku 1956.